# Megumi Urawa
Megumi Urawa (浦和 めぐみ, Urawa Megumi), née le 30 novembre 1965 à Kashiwa, est une seiyū. Elle travaille pour Aoni Production.

## Rôles

### Animation
- Dragon Ball GT : Shira
- Dragon Ball Z : Erasa, Oob
- Dragon Ball Z Kai : Erasa, Oob
- One Piece : Jeune Roronoa Zoro

### Film d'animation
- Go! Go! Ackman : Ackman